# 雅楽 (中国)
雅楽（ががく、ヤーユエ）は、中国の伝統的な宮廷音楽の一種で、主に祭礼に用いられる。時代によってその内容は異なる。日本の雅楽と名称は同じだが異なるものである。

## 歴史
「雅楽」という言葉は、『論語』に見える。儒家において「礼楽」は重要なものであった（これに対して墨家は「非楽」を主張した）。先秦の雅楽がどのようなものであったかは知ることができないが、『書経』舜典、『周礼』春官・大師などに八音を楽器として使うと記されており、後世の雅楽はこの八音を重んじた。
『周礼』には大司楽の扱う「雲門」「咸池」「大韶」「大夏」「大濩」「大武」という舞曲の名前が記されていて、「六楽」と総称されている。これに対して民間音楽である散楽や、夷狄の音楽は旄人という別の官の担当になっている。
秦代には六楽のうち「大韶」「大武」の2曲のみが残っていたが、「大武」は「五行」と改題され、「大韶」は漢代に「文始」と改題されたという。武帝のときに河間献王が雅楽を献上したが、宣帝と元帝は楽府を縮小し、その後成帝のときに再び盛んになったものの、哀帝は綏和2年（紀元前7年）に楽府を廃止した。この新しい雅楽はしばしば「鄭声」と呼ばれて批判の対象になった。
隋唐代には宴会用の燕楽が発展した。燕楽は中国の伝統的な民間音楽である清商楽と、外国からはいってきた亀茲楽・西涼楽・安国楽・高麗楽などからなりたっていた。雅楽は燕楽とは切り離され、編鐘・編磬のような古風な楽器を使い続けた。政府の音楽機関である大楽署は燕楽と雅楽の両方を管轄した。
『詩経』のうち12篇に曲をつけたものの楽譜が今に残り、「風雅十二詩譜」と呼ばれている。唐の開元年間に作られた曲を南宋の趙彦粛が伝えたものだという。
『詩経』に曲をつけることはその後も行われた。日本に伝えられた明楽の中にも『詩経』の篇に曲をつけたものがある。清の乾隆53年（1788年）には勅撰の『詩経楽譜』が作られている。
宋では数回に渡って雅楽の楽器や韻律に革新が加えられた。特に徽宗の時代に定められた大晟楽は金や高麗にも伝来した。
明清両代にはさまざまな宮廷音楽があったが、雅楽の伝統を引く音楽を中和韶楽と呼んだ。
2004年、清朝で祭祀の音楽の訓練を行っていた神楽署が天檀公園内に復活した。2006年には中和韶楽が北京市の第一回非物質文化遺産（無形文化財）に指定された。

## 楽器
雅楽に用いる楽器は時代によって異なるが、八音を使用するという点は守られた。
- 金 - 鐘（編鐘）
- 石 - 磬（編磬）
- 土 - 塤
- 革（皮）- 鼓、鼙、鼗
- 糸 - 絃（琴、瑟）
- 木 - 柷、敔
- 匏 - 笙、竽
- 竹 - 管（簫、篪）

これらの楽器の多くは時代がたつにつれて雅楽以外では用いられなくなり、雅楽専用の楽器になった。清の中和韶楽では18種類の楽器が使われた。